# Scaevatula amancioi
Scaevatula amancioi es una especie de molusco gasterópodo marino de la familia Clavatulidae en el orden de los Neogastropoda.

## Distribución geográfica
Es endémica de Santo Tomé y Príncipe.